# مارتي فريدمان (ملحن)
مارتي فريدمان (بالإنجليزية: Marty Friedman)‏ هو ناقد موسيقي وعازف قيثارة ومقدم تلفزيوني ومهندس الصوت وملحن أمريكي، ولد في 8 ديسمبر 1962 في واشنطن العاصمة في الولايات المتحدة.

## وصلات خارجية
- الموقع الرسمي
- مارتي فريدمان على موقع IMDb (الإنجليزية)
- مارتي فريدمان على موقع ميوزك برينز (الإنجليزية)
- مارتي فريدمان على موقع أول ميوزيك (الإنجليزية)
- مارتي فريدمان على موقع ديسكوغز (الإنجليزية)
- مارتي فريدمان على موقع قاعدة بيانات الفيلم (الإنجليزية)
- مارتي فريدمان على موقع ANN person (الإنجليزية)